# 1720
1720. је била проста година.

## Догађаји

### Август
- 7. август – Битка код Гренгама